# Дизнијеве принцезе
Дизнијеве принцезе су изабране јунакиње из филмова компаније Волт Дизни, које чине франшизу Дизни принцеза. Франшиза је направљена почетком 2000их, уврстивши изабране женске ликове из Дизнијевих филмова. У оквиру франшизе се продају различити типови робе попут: лутака, играчака, штампаних издања (сликовнице, бојанке, мозгалице, албуми за сличице, часопис), хране, кућног декора, посебних видео материјала итд. На српском говорном подручју излази и истоимени часопис Дизни принцеза, који је преведен на српски језик. У Србији издавач сликовница, часописа, књига, итд је Егмонт, а играчке дистрибуира Дексико. ДВД-јеви и Блу-рејеви са српским синхронизацијама били су доступни у Хрватској, а издавач је био Менарт.
У франшизу не улазе све принцезе из Дизнијевих филмова, већ неколико изабраних женских ликова. До 2019. у франшизу је уврштено 12 принцеза: Снежана, Пепељуга, Ружица, Аријел, Бел, Јасмин, Покахонтас, Мулан, Тијана, Златокоса, Мерида и Вајана.
Сам Волт Дизни је прву принцезу направио 1937. године — Снежану. Било је доста расправа о томе да ли да глава франшизе буде Пепељуга или Снежана, али је на крају победила Пепељуга, која сада важи за главну принцезу.

## Списак званичних принцеза

### Класична ера
- Снежана (1937) је млада девојка од 14 година. Носи плаво-жуту хаљину и има црну кратку косу и јарко црвене усне. Веома је вредна, брижна и осетљива. Важила је за најлепшу жену у краљевству.
- Пепељуга (1950) има 19 година. После очеве смрти била је приморана да служи своју маћеху и полусестре, носећи дроњке. Пред бал њена кума добра вила је обукла плаву хаљину, уз стаклене ципелице. Вредна је, скромна и веома љубазна.
- Ружица или Аурора је принцеза из 1959. и има 16 година. Као мала је проклета од стране Грдане, те је одрасла у селу под именом Ружица, а одгајале су је три добре виле - Цветана, Горана и Сунчица. Препознатљива је по розе и плавој хаљини, коју су јој сашиле Цветана и Сунчице, али су биле несложне око боје, те су је мењали чаролијом током бала. Има светло плаву косу, лепо пева, веома је лепа и стидљива.

### Ера препорода
- Аријел је принцеза из 1989. и има 16 година. Има јарко црвену косу и зелени реп. У људској форми има розе хаљину. Има леп глас, упорна је и веома тврдоглава.
- Бел је принцеза из 1991. и има 17 година. Има браон косу. У свакодневном животу била је одевена у светлоплаву хаљину, а на балу у легендарну жуту хаљину. Веома је интелигентна, образована и пожртвована.
- Јасмин је принцеза из 1992. и има 15 година. Увек носи зелено и има црну косу. Праведна је, јако осетљива и самостална.
- Покахонтас је принцеза из 1995. и има 16 година. Носи браон хаљину направљену од животињске коже и има дугу црну косу. Мудра је, снажна и гостољубива. Једина је принцеза која је стварно постојала.
- Мулан је принцеза из 1998. и има 16 година. Има црну косу и жути тен. Носи зелено-жуту хаљину, а за време рата је носила оклоп. Пожртвована је, храбра и неспретна.

### Савремена ера
- Тијана је принцеза из 2009. и има 19 година. Има тамнобраон косу и таман тен. Носи зелену хаљину са цвећем по њој. Вредна је, одлучна и лепа.
- Златокоса је принцеза из 2010. и има 18 година. Има јако дугу златну косу која светли док пева и има зелене очи. Носи љубичасту хаљину и често је боса. Вредна је, паметна и плашљива.
- Мерида је принцеза из 2012. и има 16 година, прва је принцеза у којој нема никакве романсе и филм није мјузикл. Има коврџаву наранџасту косу и плаву хаљину. Самостална је, одлучна и храбра.
- Вајана је принцеза из 2016. и има 16 година. Има црну коврџаву косу и носи наранџасту хаљину. Храбра је, пожртвована и одлучна.

## Услови за улазак у франшизу
- Краљевско порекло
- Удаја за племића
- Чин јунаштва (нпр. Мулан)
- Успех филма - не лош ни предобар (у том случају прави се посебна франшиза)

## Незваничне принцезе и јунакиње
- Звончица је јунакиња из анимираним филмова о Петру Пану и из својих сопствених 6 филмова. Једно време је била уврштена у франшизу, али је у међувремену добила своју франшизу Дизни виле, те је избачена из франшизе принцеза.
- Есмералда је јунакиња из 1996. и има 19 година. Има љубичасто белу хаљину и крупне зелене очи. Праведна је, борбена и сналажљива. Била је у плану за примање у франшизу, међутим није примљена због слабе продаје робе, а и не испуњава услове.
- Мегара је јунакиња из 1997. године и има 20 година. Носи љубичасту хаљину и има тамноцрвену косу. Веома је самостална, незаинтересована и снажна. Није примљена у франшизу јер је процењено да је филм претежно намењен дечацима, те не би привукао девојчице, иако је Мегара удајом постала жена сина "краља" богова.
- Џејн је јунакиња из 1999. има 20 година. Има браон косу и дивне очи. Носи жуту хаљину и има жути кишобран. Веома је плашљива, женствена и неспретна. Није примљена у франшизу, јер је процењено да је филм претежно намењен дечацима, те не би привукао девојчице, иако је Џејн "удајом" постала жена "краља џунгле".
- Кида је принцеза из 2001. године и има 8000 година (због кристала који јој продужавају живот). Има белу косу и таман тен. Носи плаву хаљину са црвеним шарама. Паметна је и веома традиционална. Није примљена у франшизу, због лошег успеха филма.
- Жизел је принцеза из 2007. и има 20 година. Има наранџасту косу и цвеће по њој. Носи розе хаљину и огромну венчаницу. Вредна је и веома је распевана. У играном - већем делу филма игра је Ејми Адамс. Није примљена у франшизу, јер је основана на правој глумици.
- Софија Прва је принцеза из 2013. По изгледу има 10ак година. Носи љубичасту хаљину и има посебну амајлију - амајлију Авалора, која када год јој је у невољи призива неку принцезу из франшизе у помоћ. Софија није примљена у франшизу, јер је премлада.
- Елса и Ана су принцезе из 2013. Елса има 21 годину, а Ана 18. Њих две су сестре и веома су различите. Елса носи плаву хаљину и има белу косу која је везана у једну плетеницу, а Ана има црвену косу и две плетенице. Елза поседује моћи залеђивања и веома је осећајна, храбра и самостална. Ана је доста осетљива, плашљива али и веома храбра. Нису примљене у франшизу због превеликог успеха филма, те су способне да саме држе своју франшизу.

## Дизнијеве принцезе у Србији
Франшиза је постигла велику популарност у Србији. Често излазе сликовнице, књиге, играчке из ове франшизе. Издавачка кућа Егмонт издаје часопис Дизни принцезе о јунакињама ове франшизе, а дистрибутер играчака је Дексико.